# Omicidio a luci blu
Omicidio a luci blu è un film italiano del 1991 diretto da Alfonso Brescia (con lo pseudonimo di Al Bradley).

## Trama
A New York, Starlet è una ragazza dalla doppia vita: è una fotomodella ricercata negli studi eleganti e raffinati di Fifth Avenue e come Cherie è una prostituta negli squallidi locali di Cannibal Street, ma in realtà cerca il maniaco che le ha ucciso il fratello, dopo averne mutilato il corpo. Dopo varie indagini, alcune assai pericolose, Starlet scopre il folle assassino.